# أسطورة الكاهن الأخير
أسطورة الكاهن الأخير هي الرواية رقم 11 من سلسلة ما وراء الطبيعة التي تصدرها المؤسسة العربية الحديثة ضمن روايات مصرية للجيب للكاتب أحمد خالد توفيق تعد السلسلة أول سلسلة روايات عربية في أدب الرعب.

## أحداث الرواية
في التبت وفي القرن السادس عشر الميلادي، تذهب أم بأبنها هن-تشو-كان لدير الرهبان ليصبح نافارى، وهناك يبدأ تدريبه لينظر الرهبان إذا كان يستطيع أن يصبح نافارى أم لا، وينجح في ذلك ليبدأ تدريبه ليصبح نافارى حيث يتعلم كيف يتفادى الضربات، يدخل قبو النيران الراقصة ويسمو بتفكيره.
كان هن-تشو-كان يتقدم ليصبح راهب عظيم، وفي ذلك الوقت يطلعه الكاهن الأعظم على سر أسرارهم كتاب النافاراي المقدس : الشوكارا، ويخبره ان مهمته هي حمايته، ويبدأ هن-تشو-كان في تعلم أساليب الهجوم بعد أن تعلم أساليب الدفاع ليصبح مقاتلا لا يشق له غبار.
و يعود مرة هن-تشو-كان من تأملاته ليرى أن الرهبان قد تمت خيانتهم عن طريق جينغ-تشا، ويصبح هو الكاهن الأخير بعد أن مات كل الرهبان، ويخبره الكاهن الأعظم - وهو على وشك الموت - أنه عليه حماية كتاب النافاراي المقدس : الشوكارا، لهذا يجب أن يستخدم طريقة موجودة فيه لينتقل بالزمان والمكان حيث يهرب إلى زمان ومكان غريبان.
ليذهب هن-تشو-كان إلى قرية كفر بدر القريبة من فاقوس إحدى قرى محافظة الشرقية في عام 1967، ليعتقد الفلاحين أنه معتوه ويتصرف هو على هذا الأساس حتى لا ينكشف أمره، وبعد أن تراه فلاحة تدعى سعدية وهو يضرب دستة من اللصوص، تعتقد أنه جان فتذهب به إلى رفعت إسماعيل.
فيحكى هن-تشو-كان لرفعت قصته، فيذهب به رفعت إلى القاهرة ليظل معه، ويعلم هن-تشو-كان أن جينغ-تشا الخائن، يسعى خلفه - بعد أن أستخدم الطريقة التي أتى بها هن-تشو-كان إلى زمننا - فيقرر الاختباء في شقة رفعت، وفي يوم يذهب هن-تشو-كان ليتجول بالجوار ليفاجأ رفعت بجينغ-تشا يسأل عنه، وعندما يعود هن-تشو-كان يشتبك الأثنان في قتال مرير، وعندما يحاول رفعت الأختباء عند الجيران يكتشف أن البناية كلها محاطة بأتباع جينغ-تشا، وهنا يتوقف العجوز رفعت إسماعيل عن الكلام ليقول أنه سيكمل المغامرة في كتاب اخر وهو أسطورة النافارى.

## أبطال الرواية
- رفعت إسماعيل : طبيب أمراض الدم والأستاذ الجامعي الكهل المقيم بالقاهرة، نحيل، أصلع، ذو عوينات، يعاني من كتيبة من الأمراض منها على سبيل المثال لا الحصر : القرحة المعدية، ضيق الشرايين، الربو الشعبي، التهاب الرئة، آلام المفاصل، قلق، متشائم، نحس يقع في المصائب.
- هن-تشو-كان : آخر كهنة النافاراي الناجي من المذبحة التي تعرض لها كهنة النافاراي، والمرتحل إلى القرن العشرين عن طريق كتاب النافاراي المقدس : الشوكارا.

## آراء ونقاش حول الرواية
- آراء القراء حول رواية أسطورة الكاهن الأخيرة على موقع أبجد
- لمعرفة المزيد من التفاصيل والآراء حول الموضوع راجع منتدى شبكة روايات التفاعلية